# Endrodius
Endrodius là một chi bọ cánh cứng thuộc họ Scarabaeidae.